# Яновское кладбище (Львов)

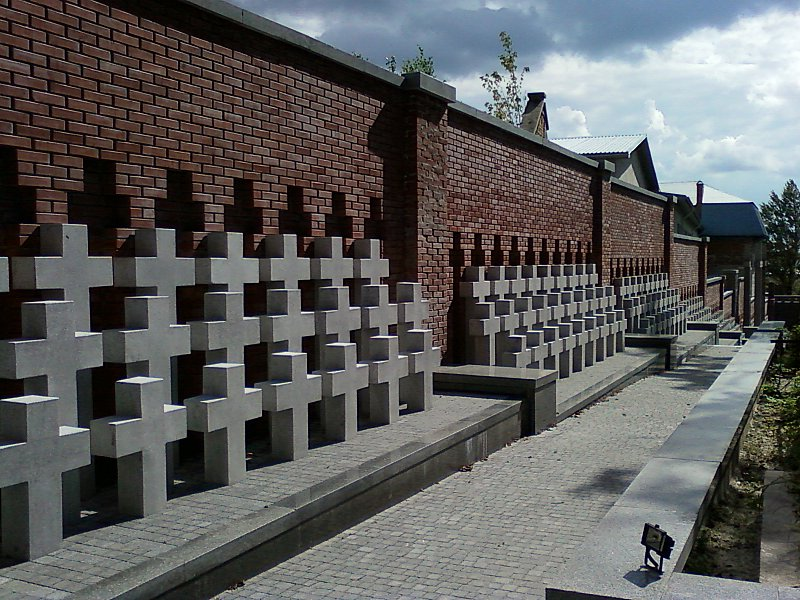
Мемориал жертвам политических репрессий 1941 г. во Львове

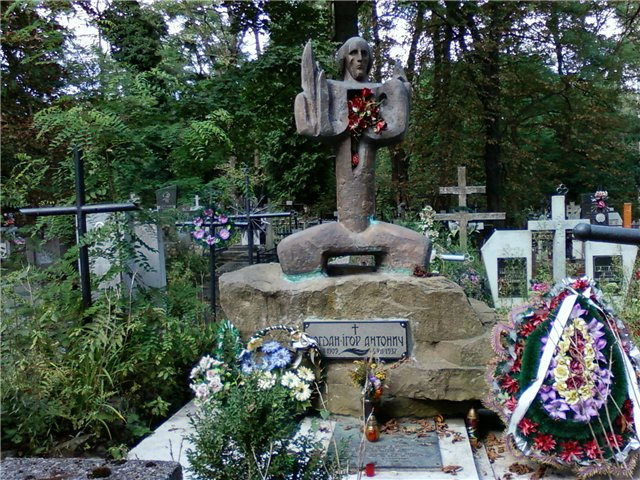
Могила Богдана-Игоря Антонича — украинского поэта, прозаика, переводчика, литературоведа

Я́новское кла́дбище — одно из кладбищ во Львове (Украина).

## История
Кладбище было основано в 1883 году и продолжает функционировать до сих пор. Расположено в западной части города, получило название от улицы Яновской (ныне — ул. Шевченко), которая вела в направлении поселения Янов (ныне — Ивано-Франково). Кладбище занимает около 45 гектаров, оно меньше, чем Лычаковское кладбище и было предназначено для захоронения людей меньшего достатка.
На кладбище, среди могил львовских бедняков, захоронен причисленный к лику святых римско-католический архиепископ львовский Иосиф Бильчевский (1860—1923). На кладбище захоронены также жертвы Первой мировой войны и польско-украинских столкновений 1918—1920 (львовские орлята и сечевые стрельцы).
Здесь также хоронили участников гражданской и Советско-польской войн — белогвардейцев и бойцов 1 Конной Армии.
На кладбище находятся остатки польского и немецкого воинских кладбищ, место захоронения венгерских солдат и офицеров периода 1941—1944 годов.
Сооружен Мемориал жертвам политических репрессий 1941 года во Львове.
Территория разделена на 44 поля. Около трети кладбища составляют участки еврейских захоронений, где захоронены и жертвы гитлеровского геноцида.
В начале 1980-х годов, в связи с нехваткой свободного места, Яновское кладбище было закрыто. Исключение делается для семей, имеющих собственные места захоронения. По специальному разрешению осуществляются захоронения в могилы близких родственников.

## Захоронение жертв апрельских событий 1936
В начале кладбища, слева от главной аллеи, расположено захоронение жертв апрельских событий 1936 года. Тогда во время беспорядков безработных, польская полиция убила Владислава Козака. Его похороны вылились в антиправительственную демонстрацию, во время которой полицией были убиты до 10 человек (в листовках, распространяемых коммунистами, речь шла о 48 погибших демонстрантах). Мемориал погибшим благоустроен в 1956 году.

## Новое еврейское кладбище
В 1962 году после роспуска львовской еврейской общины к Яновскому кладбищу присоединили и Новый еврейский.
Старое еврейское кладбище закрыли для захоронений в 1855 году. Через два месяца новый некрополь за Кортумовой горой, близ дороги на Янов (ныне — Ивано-Франково). В 1856 году построена синагога за счет Ефроима Викселя. Впоследствии благоустроили дорогу к кладбищу, соорудили забор в неороманском стиле, а также административное помещение. В 1912 году фирма Михала Уляма начала строительство нового предпогребального помещения — Бет-Тахари — за проектом Романа Фелинского и Ежи Гродинского.
После трагического погрома евреев Львова польскими солдатами в конце ноября 1918 года на Кортумовой горе воздвигли мемориал памяти его жертв.
Ликвидация кладбища началась в 1943 году. В советский период кладбище продолжало функционировать на попечении еврейской общины Львова. У входа с улицы Ерошенко сооружен еврейской общиной гранитный обелиск. Компактные еврейские захоронения располагаются вдоль главной аллеи и на прилегающих полях, существует собственная нумерация полей.
После 1962 года территория кладбища используется и для нееврейских захоронений.
Выше 37-го поля установлена плита с надписью рус. «Здесь похоронены советские граждане — жертвы фашистских злодеяний во Львове 1941-1943», что свидетельствует о том, что этот памятный знак был установлен в память о жертвах холокоста.

## Известные личности, похороненные на кладбище
- Богдан-Игорь Антоныч (1909—1937), украинский поэт (31-е поле)
- Басараб, Ольга Михайловна (1889—1924), активистка украинского национально-освободительного движения, разведчица.
- Нафтали Ботвин, деятель польского рабочего движения
- Бильчевский, Иосиф святой римско-католической церкви, архиепископ Львова
- Гладышевский, Евгений Иванович, учёный-химик.
- Левицкий, Кость, политический деятель Галиции
- Мирон Тарнавский (1859—1938), генерал, главнокомандующий УГА
- Николай (Юрик), митрополит Львовский и Тернопольский (РПЦ)
- Кравчук, Анатолий Андреевич – актёр, театральный режиссёр, народный артист УССР.
- Пересада-Суходольский, Михаил Степанович (1883—1938), украинский военный деятель, генерал-хорунжий Армии Украинской Народной Республики.
- Модест Сосенко (1875—1920), украинский художник (31-е поле)
- Николай Струтинский, советский партизан и разведчик.
- Хонигсман, Яков Самойлович (1922—2008), историк, автор многочисленных книг по истории евреев Галиции, доктор экономических наук, педагог, профессор.
- Шевченко, Мефодий Леонтьевич (1917—1984), Герой Советского Союза, гвардии подполковник.